# أيونغ مالكسي
أيونغ مالكسي (25 مارس 1938 - 24 فبراير 2021) سياسي من الفلبين من مقاطعة كافيت. كمسؤول منتخب خدم في مناصب مختلفة في حكومة بلدية إيموس وحكومة مقاطعة كافيت. مثَّل مقاطعتي الكونجرس الثانية والثالثة في كافيت في الكونغرس الحادي عشر والخامس عشر للفلبين على التوالي.
بعد أن عمل كعضو في الكونغرس في مجلس النواب، تم تعيين مالكسي من قبل الرئيس آنذاك بنيغنو آكينو كرئيس لمكتب الفلبين للأعمال الخيرية اليانصيب، الذي خدم في الوكالة من أبريل 2015 إلى أغسطس 2016.